# Дили, Кэт
Кэ́трин Эли́забет (Кэт) Ди́ли (англ. Catherine Elizabeth "Cat" Deeley, род. 23 октября 1976, Уэст-Бромидж, Уэст-Мидлендс, Англия) — британская телеведущая, актриса, модель и певица. В 1998—2002 годах Дили вела детскую программу SMTV Live, спин-офф шоу CD:UK. В 2001 году она выиграла детскую премию BAFTA. Кроме того она была ведущей Fame Academy на BBC и церемонии награждения BRIT Awards в 2004 году. С 2006 года она ведёт программу «Значит, ты умеешь танцевать?», за что была неоднократно номинирована на Прайм-таймовую премия «Эмми» как лучшая ведущая реалити-шоу или соревновательного реалити-шоу.
С 2003 года она является покровителем больницы Грейт Ормонд-Стрит для детей. В декабре 2009 года Дили стала послом доброй воли ЮНИСЕФ.

## Ранняя жизнь и образование
Дили родилась в городском госпитале «Сэндвелл» в Уэст-Бромидже, Англия, и выросла в Саттон Колдфилде и Грейт Барре. Она училась в младшей школе «Гроув Вейл» и средней школе «Дартмут» в Грейт Барре. В школьные годы она играла на кларнете в молодёжной концертной группе «Сэндвелл». В шестом классе она перешла в гимназию епископа Визи в Саттон Колдфилде.
В 16 лет была замечена модельным агентством «Сторм», с которым вскоре подписала контракт.

## Личная жизнь
Дили описывает свою религиозную принадлежность как англиканскую, хотя она не была крещена.
В 2001—2006 годы Дили встречалась с бизнесменом Марком Уиланом.
В начале 2012 года североирландский комедиант и телеведущий Патрик Килти сообщил, что встречается с Дили. Они поженились 30 сентября 2012 года в Риме. В январе 2016 года у супругов родился первый сын — Майло (его имя — отсылка к фильму «Американец в Париже»), а в июне 2018 года второй сын — Джеймс Патрик.

## Фильмография
| Год       |    | Русское название        | Оригинальное название | Роль                          |
| --------- | -- | ----------------------- | --------------------- | ----------------------------- |
| 2011      | с  | Танцевальная лихорадка! | Shake It Up           | заместитель директора Уинслоу |
| 2011      | с  | Жизнь так коротка       | Life's Too Short      | Кэт Дили                      |
| 2013      | с  | Бывшие                  | The Exes              | Шарлотта                      |
| 2014      | мф |                         | Lucky Dog             | Эми                           |
| 2014—2016 | с  | Бездельник              | Deadbeat              | Камомиль Уайт                 |
| 2015      | с  | Симпсоны                | The Simpsons          | Кэт Дили                      |